# Социалистическая улица (Павловск)
Социалисти́ческая улица — улица в городе Павловске (Пушкинский район Санкт-Петербурга). Проходит от 2-й Краснофлотской улицы до улицы Чернышевского.
Первоначально называлась Объездно́й улицей и проходила от 2-й Краснофлотской улицы до улицы Маяковского. Этот топоним появился примерно в 1882 году и был связан с тем, что проезд был частью кольцевой аллеи Зверинца в обход Круглого пруда. Собственно, Социалистическая улица — второй круг вокруг этого пруда после улицы Круглый Пруд.
Примерно в 1952 году Объездную улицу переименовали в Социалистическую; новое название имеет идеологизированный характер.
8 октября 2007 года улицу продлили от улицы Маяковского до улицы Чернышевского.
По данным на ноябрь 2015 года, Социалистическая улица состоит из двух несвязанных фрагментов: от 2-й Краснофлотской улицы до улицы Кучумова, а также примыкающего к улице Чернышевского.
Социалистическая улица представляет собой половину окружности, восточную. Вторую половину, западную, предполагается назвать Окружной улицей.

## Перекрёстки
- 2-я Краснофлотская улица
- улица Кучумова
- улица Маяковского (не построен)
- улица Матросова (не построен)
- улица Чернышевского